# Platanthera canbyi
Platanthera canbyi är en orkidéart som först beskrevs av Oakes Ames, och fick sitt nu gällande namn av Carlyle August Luer. Platanthera canbyi ingår i släktet nattvioler, och familjen orkidéer. Inga underarter finns listade i Catalogue of Life.